# Scatopse septemnodia
Scatopse septemnodia är en tvåvingeart som först beskrevs av Giovanni Antonio Scopoli 1763.  Scatopse septemnodia ingår i släktet Scatopse och familjen dyngmyggor.
Artens utbredningsområde är Slovenien. Inga underarter finns listade i Catalogue of Life.